# The King of Braves GaoGaiGar
The King of Braves GaoGaiGar (勇者王ガオガイガー, Yūsha Ō GaoGaiGā) és una sèrie d'anime començada en 1997, i creada per l'estudi intern de Sunrise "Studio 7" sota la direcció de Yoshitomo Yonetani, i fou el capítol vuitè i final de la sèries Yūsha creades per Takara i produïdes per Sunrise.

## Argument
Prem lloc en 2005 (inicialment referit només amb el nom de "el segle 21"), dos anys després d'un incident en el qual la va identificar per primera vegada intel·ligència extraterrestre—classificat com "EI-01"—crash que aterrà a la Terra absorbint un gran nombre de màquines en si mateix abans de desaparèixer sense deixar rastre. Després d'aquest incident, el govern japonès va crear una organització secreta per lluitar contra possibles amenaces al·lienigenes: els Gutsy Geoid Guard, o "GGG", assentats a la Ciutat G-Island a la Badia de Tòquio. Parasitàries i exòtiques formes de vida conegudes com a "Zonderians" han començat a sorgir; els zonder utilitzant el metall del que estan fetes, que poden assimilar els diversos tipus de matèria per formar "Zonders". I utilitzen els éssers humanoides com amfitrions.